# Pont-du-Château
Pont-du-Château ist eine französische Gemeinde im Département Puy-de-Dôme in der Region Auvergne-Rhône-Alpes im Zentrum Frankreichs mit 12.422 Einwohnern (Stand 1. Januar 2022).
Pont-du-Château liegt 15 Kilometer östlich von Clermont-Ferrand, der Hauptstadt der Auvergne, und etwa 380 Kilometer südlich von Paris. Der Allier, größter Nebenfluss der Loire, verläuft durch Pont-du-Château.
Trotz der Einbindung von sechs Industrie- und Handwerksbereichen (Champ-Lamet, Paulhat, La Varenne, Le Mortaix, Le Petit Champ, La Lissandre) besitzt die Stadt viele Grünflächen.

## Persönlichkeiten
- Alain Rey (1928–2020), Lexikograf und Gelehrter

## Weblinks

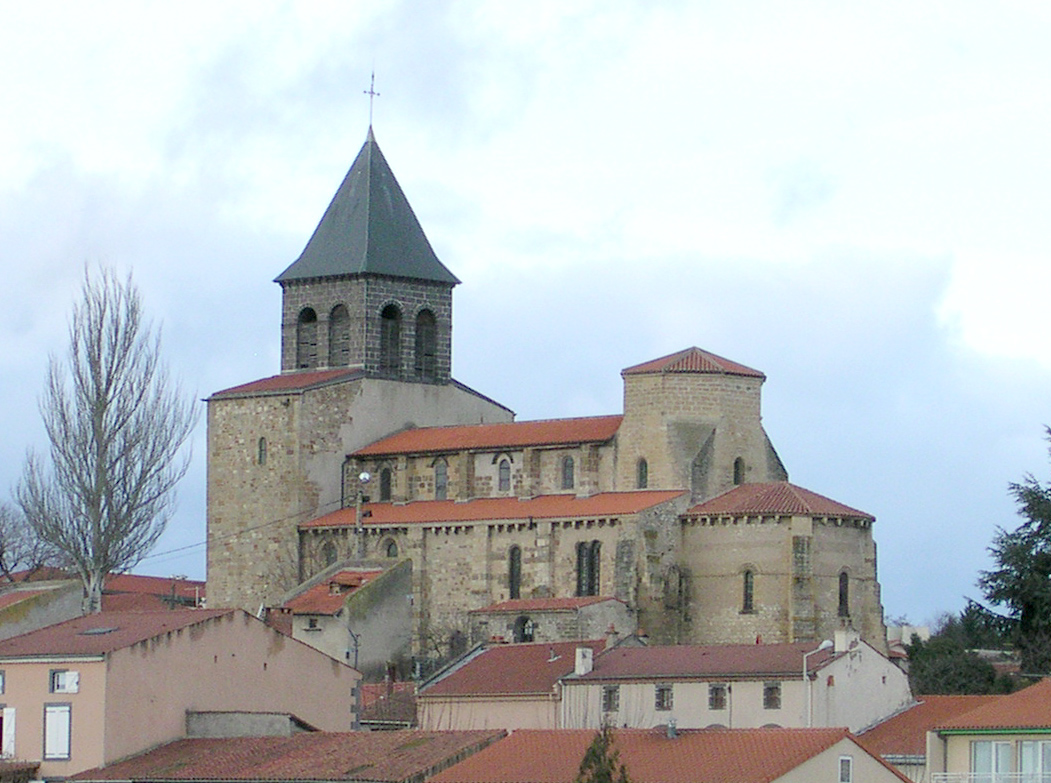
Kirche Sainte-Martine